# パワーボール (宝くじ)
パワーボール（Powerball）はアメリカ合衆国の45州とアメリカ領ヴァージン諸島、プエルトリコ、コロンビア特別区で発売されている数字選択式宝くじ。全米宝くじ協会が運営する。2020年現在、アラバマ州、アラスカ州、ハワイ州、ネバダ州とユタ州では発売されておらず、日本国内では購入出来ない。

## 沿革
パワーボールは1988年にロト*アメリカの名義で発売開始。1992年4月19日にパワーボールに変更。第1回抽せんは4月22日に行われた。
2013年にはフロリダ州タラハシーで約5億9050万ドルが当せん。2016年1月13日抽せんでは15億8600万米ドルまでキャリーオーバーされ、全米中おろか、カナダまで国境を越えて購入した人もいた。そして抽せんの結果、カリフォルニア州チノヒルズ、フロリダ州メルボルンビーチ、テネシー州マンフォードから3枚当せんが出た。2022年11月8日抽せん分で20億4000万ドル（約2970億円）のキャリーオーバーとなり、カリフォルニア州アルタデナから1枚ジャックポットの当せんが判明。これは世界最高当せん金である。

## 抽せん会と当せん確率
抽せん会は毎週月曜日、水曜日、土曜日の午後10時59分（ET）に行われ、テレビで放映される。ジャックポット（大当たり）は2000万米ドルからスタートし、ジャックポットがない場合は次回以降に繰り越し(キャリーオーバー)となる。
抽せんはまず本数字と呼ばれる1から69までの数字（白球）から5個抽せん。そしてパワーボールと呼ばれる1から26の数字（赤球）から1個抽せん。本数字とパワーボールがすべて一致すればジャックポットとなる。
2015年10月7日以降の当せん確率:
| 一致                   | 賞金           | Power Play 2x (1 in 1.75) | Power Play 3x (1 in 3.23) | Power Play 4x (1 in 14) | Power Play 5x (1 in 21) | 当せん確率         |
| ---------------------- | -------------- | ------------------------- | ------------------------- | ----------------------- | ----------------------- | ------------------ |
| PBのみ (0+1)           | $4             | $8                        | $12                       | $16                     | $20                     | 1 in 38.32         |
| 1 number plus PB (1+1) | $4             | $8                        | $12                       | $16                     | $20                     | 1 in 91.98         |
| 2+1                    | $7             | $14                       | $21                       | $28                     | $35                     | 1 in 701.33        |
| 3+0                    | $7             | $14                       | $21                       | $28                     | $35                     | 1 in 579.76        |
| 3+1                    | $100           | $200                      | $300                      | $400                    | $500                    | 1 in 14,494.11     |
| 4+0                    | $100           | $200                      | $300                      | $400                    | $500                    | 1 in 36,525.17     |
| 4+1                    | $50,000        | $100,000                  | $150,000                  | $200,000                | $250,000                | 1 in 913,129.18    |
| 5+0                    | $1,000,000     | $2,000,000                | $2,000,000                | $2,000,000              | $2,000,000              | 1 in 11,688,053.52 |
| 5+1                    | ジャックポット | ジャックポット            | ジャックポット            | ジャックポット          | ジャックポット          | 1 in 292,201,338   |

1. ↑  カリフォルニア州の賞金額は、同州の宝くじ規制によりパリミュチュエル方式となっており、同州ではパワープレイは提供されていない。
2. ↑  2012年1月15日以来、パワープレー・マッチ5は$2,000,000に固定されている。
3. ↑  パワープレーの倍率はジャックポットには適用されない。